# Chlorencoelia
Chlorencoelia — рід грибів родини Helotiaceae. Назва вперше опублікована 1975 року.

## Класифікація
До роду Chlorencoelia відносять 4 види:
- Chlorencoelia indica
- Chlorencoelia ripakorfii
- Chlorencoelia torta
- Chlorencoelia versiformis